# پتار دنچف
پتار دنچف (بلغاری: Петър Юрий Денчев؛ زادهٔ ۱۶ مارس ۱۹۸۹) بازیکن فوتبال اهل بلغارستان است.
از باشگاه‌هایی که در آن بازی کرده است می‌توان به باشگاه فوتبال نوبهار نمنگان اشاره کرد.
وی همچنین در تیم ملی فوتبال زیر ۱۹ سال بلغارستان بازی کرده است.